# Grabstein des Lucius Calidius Eroticus

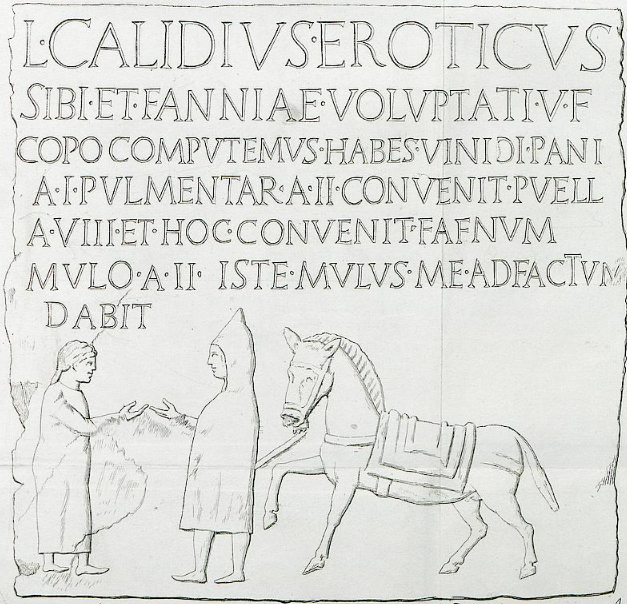
Grabstein des Lucius Calidius Eroticus in einer Abbildung von Francesco Maria Avellino mit heute teils nicht mehr gültiger Lesung

Der Grabstein des Lucius Calidius Eroticus ist ein wohl aus der 1. Hälfte des 1. Jahrhunderts stammender Grabstein für den römischen Freigelassenen Lucius Calidius Eroticus und seine Frau Fannia Voluptas.

## Forschungsgeschichte
Er wurde spätestens im 17. Jahrhundert in oder bei Isernia, dem antiken Aesernia, oder in der Nachbargemeinde Macchia d’Isernia gefunden. Das Steindenkmal wechselte mehrfach den Besitzer, gehörte Mitte des 19. Jahrhunderts zur Sammlung von Francesco Maria Avellino und wurde 1901 für die Sammlung des Louvre in Paris erworben. Gipsabgüsse befinden sich im Museo Civico di Baranello und im Museo della Civiltà Romana in Rom, eine bronzene Nachbildung in der Pontificia fonderia di campane Marinelli in Agnone.
Erstmals publiziert wurde der Grabstein im Jahr 1848, und zwar sowohl durch Avellino als auch durch Raffaele Garrucci in seiner Geschichte Isernias. Theodor Mommsen jedoch, der 1846 für die Aufnahme der Inschriften aus dem Königreich Neapel vor Ort war, hatte zunächst vergessen, die Inschrift des Denkmals für das Corpus Inscriptionum Latinarum aufzunehmen, wie er später gestehen musste.

## Beschreibung und Inschrift
Der unregelmäßig erhaltene Grabstein hat eine größte Höhe von 95 cm, eine Breite von 59 cm und eine Tiefe von 31 cm. Er ist allseitig bestoßen und zeigt im unteren Teil das 57,5 cm × 59 cm große Bild- und Inschriftenfeld mit dem Relief eines Mannes in einem Kapuzenmantel mit einem gesattelten Maultier und einer zweiten Person. Die Inschrift erlaubt es, den das Maultier führenden Mann als einen Herbergsgast und die zweite Person als einen Herbergswirt zu interpretieren.
Die ungewöhnliche Inschrift lautet:

„L(ucius) Calidius Eroticus / sibi et Fanniae Voluptati / v(ivus) f(ecit) / copo computemus habes vini / Ɔ (sextarium) I pane(m) / a(sse) I pulmentar(ium) a(ssibus) II convenit puell(am) / a(ssibus) VIII et hoc convenit faenum / mulo a(ssibus) II iste mulus me ad factum / dabit“

Demnach hat Lucius Calidius Eroticus schon zu Lebzeiten den Grabstein für sich und Fannia („seiner Lust“ oder – wahrscheinlicher als Namensform – „für Fannia Voluptas“) setzen lassen. Danach folgt ein witziger Dialog mit dem Betreiber einer Herberge: „Wirt, lass uns abrechnen!“ – „Du hattest einen Sextarius Wein sowie Brot für ein As, Zukost für zwei Asse.“ – „In Ordnung.“ – „Ein Mädchen, acht Asse.“ – „Auch in Ordnung.“ – „Heu für das Maultier, zwei Asse.“ – „Dieses Maultier wird mich ruinieren!“
Die Inschrift gibt einen Hinweis auf die in einer antiken Herberge, einer Mansio, anfallenden Kosten. Die Kosten für das Mädchen sind ein Hinweis auf die Prostitution in diesen Gasthäusern. Zu den Erklärungsversuchen der Grabinschrift gehört auch der, dass Calidius und Fannia selbst Betreiber einer solchen Gaststätte waren, da die Kombination der Cognomen Eroticus und Voluptas als programmatische Anspielung auf ein Herbergsetablissement aufgefasst werden können.